# Крокна (Арад)
Крокна (рум. Crocna) насеље је у Румунији у округу Арад у општини Диечи. Oпштина се налази на надморској висини од 212 m.

## Становништво
Према подацима из 2002. године у насељу је живело 508 становника, од којих су сви румунске националности.